# Modern Drummer
Die Zeitschrift Modern Drummer ist ein seit 1977 in den USA erscheinendes Fachblatt für Drummer und Percussionisten. Die monatlich erscheinende Ausgabe, die durch die unabhängige Modern Drummer Publications Inc. veröffentlicht wird, enthält aktuelle Berichterstattungen zur Drummer-Szene, Neuerscheinungen im Bereich Schlagzeuge, Becken und Zubehör sowie Testberichte zu Drums und Interviews mit Schlagwerkern aller Stilrichtungen.
Modern Drummer veranstaltet regelmäßig Festivals, auf denen die zu diesem Zeitpunkt angesehensten und technisch versiertesten Schlagzeuger und Percussionisten spielen. Dabei steht ebenso im Vordergrund, dass diese Drummer ihr Können auch in Workshops weitergeben.